# Los Ranchos de Albuquerque, Novi Meksiko
Los Ranchos de Albuquerque je selo u okrugu Bernalillu u američkoj saveznoj državi Novom Meksiku. Prema popisu stanovništva SAD 2010. u ovdje je živjelo 6024 stanovnika. 

## Zemljopis
Nalazi se na 35°9′42″N 106°38′47″W / 35.16167°N 106.64639°W (35.161644, -106.646432). Prema Uredu SAD-a za popis stanovništva, zauzima 11,3 km2 površine, sve suhozemne.

## Stanovništvo
Prema podatcima popisa 2000. ovdje je bilo 5092 stanovnika, 1997 kućanstava i 1431 obitelj, a stanovništvo po rasi bili su 81,60% bijelci, 0,49% afroamerikanci, 1,55% Indijanci, 0,71% Azijci, 0,06% tihooceanski otočani, 12,14% ostalih rasa, 3,46% dviju ili više rasa. Hispanoamerikanaca i Latinoamerikanaca svih rasa bilo je 37,41%.